# Lorraine Rantala

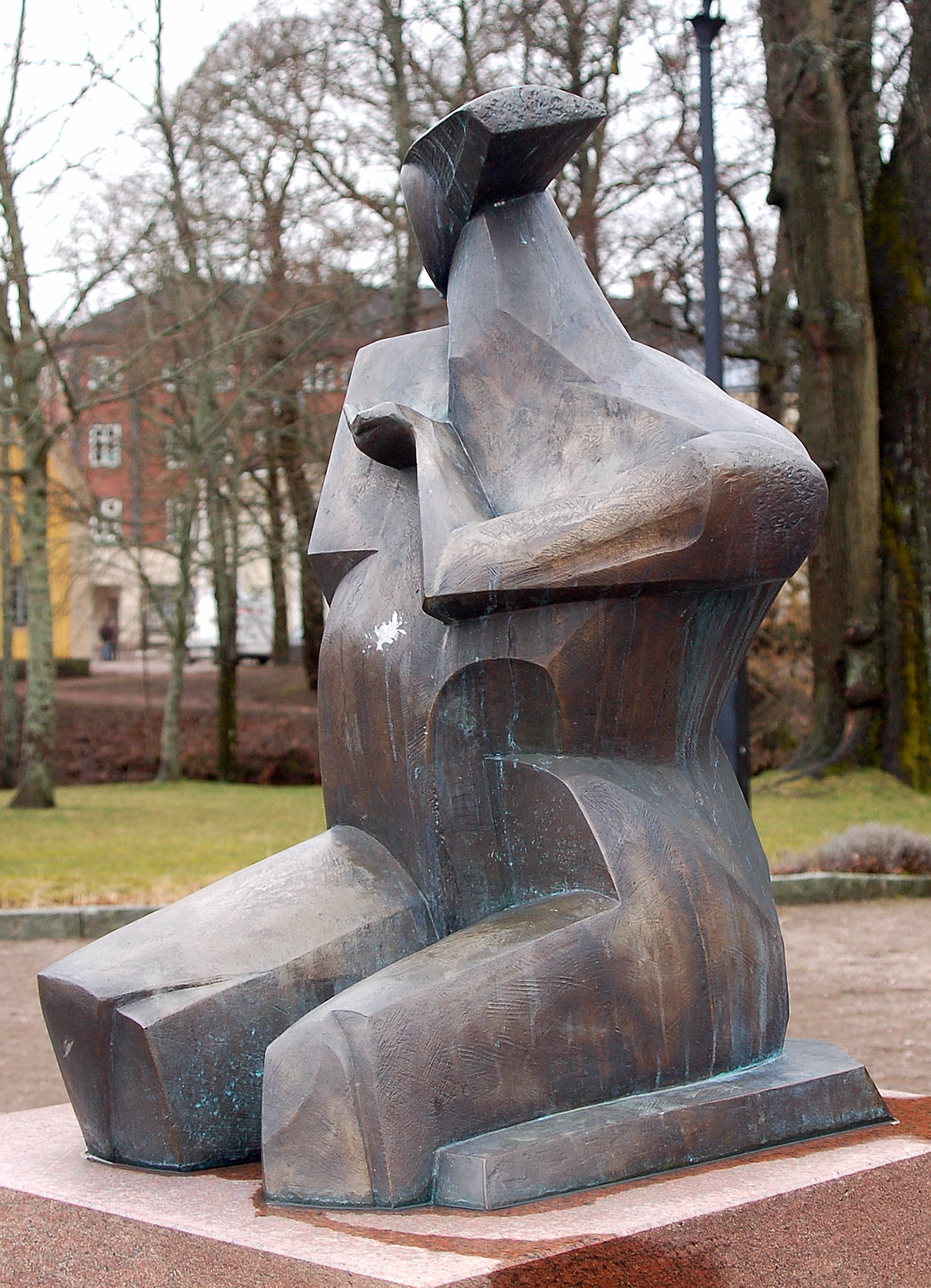
Kvinna av Lorraine Rantala, placerad i Kristinehamn

Lorraine Rantala, född 18 mars 1951 i Fort Wayne, Indiana, är en svensk skulptör.
Rantala studerade den estetiska linjen vid Kyrkeruds folkhögskola 1972-1974. Hon har medverkat i samlingsutställningar med bland annat Konstfrämjandet i Örebro, Liljevalchs konsthall och med Värmlands konstförening på Värmlands museum. Hon är medlem i konstnärsgruppen Åtta värmlänningar.
Bland hennes offentliga arbeten märks en träskulptur för Folktandvården i Skoghall, en träskulptur för Höglidens ålderdomshem i Kristinehamn, Centralsjukhusets BB-avdelning och Syncentral i Karlstad, Arvika stadsbibliotek, Frödingsplan i Karlskoga, Landstingets försörjningscentral i Karlstad och Rastplats Kulturriket. 
Hon har tilldelats Värmlands konstförenings ungdomsstipendium 1976, Kristinehamns kulturstipendium 1979, arbetsstipendium från Torsten Björkroths minnesfond 1980 och Kristinehamns konstförenings stipendium 1992.
Rantala är representerad vid Värmlands museum, Värmlands läns landsting, Östergötlands läns landsting, Örebro läns landsting, Kopparbergs läns landsting, Örebro kommun, Arvika kommun, Hagfors kommun och Kristinehamns kommun. 